# Mężczyźni na wojnie
Mężczyźni na wojnie lub Ludzie na wojnie (org. Men in War) – amerykański dramat wojenny z 1957 roku w reż. Anthony’ego Manna. Adaptacja powieści Van Van Praaga pt. Day Without End z 1949 roku (wydanej w 1951 pod tytułem Combat), opisującej epizod walk z okresu II wojny światowej po lądowaniu w Normandii, przeniesiony przez twórców filmu na teatr walk wojny w Korei.

## Fabuła
Wojna w Korei. Oddział amerykańskich żołnierzy zostaje odcięty poza liniami wroga. Ich dowódca – por. Benson –  podejmuje decyzję o przedzieraniu się do swoich oddziałów. Niestety, dysponuje słabo zdyscyplinowanymi żołnierzami. Po drodze natrafia jednak na weterana walk – sierż. Montanę, który transportuje jeepem swojego kontuzjowanego dowódcę do szpitala. Dzięki doświadczeniu Montany oddziałowi Bensona udaje się przejść przez wiele pułapek północnokoreańskich żołnierzy (pola minowe, ukryci snajperzy, kierowany ogień artyleryjski). Nie obywa się to jednak bez strat. Ostatnią przeszkodą, jaką napotykają amerykańscy żołnierze, jest silnie umocnione wzgórze, na którym podczas ataku na nie ginie większość z nich. Kiedy w końcu koreańska obrona zostaje zniszczona, a w oddali słychać amerykańskie czołgi, okazuje się, że jedyni ocaleli z całego plutonu to Benson, Montana i sierż. Riordan.

## Obsada
- Robert Ryan – por. Benson
- Aldo Ray – sierż. Montana
- Robert Keith – kontuzjowany pułkownik
- Phillip Pine – sierż. Riordan
- Nehemiah Persoff – sierż. Lewis
- Vic Morrow – kpr. Zwickley
- James Edwards – sierż. Killian
- L.Q. Jones – sierż. Davis
- Scott Marlowe – szer. Meredith
- Adam Kennedy – szer. Maslow
- Race Gentry – szer. Haines
- Walter Kelley – szer. Ackerman
- Anthony Ray – szer. Penelli
- Robert Normand – szer. Christensen
- Michael Miller – szer. Lynch
- Victor Sen Yung – koreański snajper (jeniec)

## O filmie
Mężczyźni na wojnie Anthony Mann wyreżyserował w okresie pełnego rozkwitu swojej kariery, jako znany twórca filmowy, zwłaszcza westernów uchodzących dzisiaj za klasyki gatunku (Winchester ’73, Zakole rzeki, Naga ostroga, Daleki kraj, Mściciel z Laramie). Był pierwszym filmem wojennym, jaki stworzył. Obraz spodobał się zarówno krytykom, jak i widzom. Ci pierwsi podkreślali jego brutalny realizm w ukazaniu wojny.
Pozbawiony drogich scen batalistycznych kosztował niecały milion dolarów, jednak tylko w Stanach i Kandzie przyniósł pół miliona dolarów zysku i dodatkowe dwa z rozpowszechniania na świecie. Przy jego produkcji wydatnie uczestniczyła armia amerykańska, jednak po zakończeniu zdjęć jej przedstawiciele oficjalnie odcięli się od jakiegokolwiek udziału w tworzeniu filmu, argumentując, że przedstawia on oficerów i podoficerów amerykańskiej armii w zbyt negatywnym świetle. Nikt z US Army nie był obecny na oficjalnej premierze filmu w styczniu 1957 w St. Louis. Po latach krytycy uznali jednak dzieło Manna za „realistycznie opisujące okropności wojny; pioniera filmów o wojnie w Wietnamie”, a fakt, że Departament Obrony wycofał się z finalnego projektu, interpretują jako świadectwo rzetelności „wizji” Manna. W rankingu popularnego filmowego serwisu internetowego Rotten Tomatoes obraz posiada obecnie (2020) wysoką, 89-procentową, pozytywną ocenę „czerwonych pomidorów”.